# Maison Malitchenko
La maison Malitchenko ou villa Malitchenko est une maison d'architecte située à Frotey-lès-Vesoul, dans l'agglomération de Vesoul, dans le département de la Haute-Saône et la région Franche-Comté,.

## Histoire
L'édifice fut construit en 1963 par l'architecte André Maisonnier. Les commanditaires sont Christian et Claude Malitchenko.
Le bâtiment est inscrit au Label « Patrimoine du XXe siècle », depuis le 29 juin 2004.